# Modrý Kameň
Modrý Kameň er en by og kommune i distriktet Veľký Krtíš i regionen Banská Bystrica i det sydlige Slovakiet. Den ligger kun 210 kilometer fra den slovakiske hovedstad Bratislava. Byen har et areal på 19,64 km² og en befolkning på 1.620(2021) indbyggere.

## Eksterne links
- Officiel hjemmeside

- Wikimedia Commons har flere filer relateret til Modrý Kameň